# Tynaarlo
Tynaarlo (anhörenⓘ) ist eine Gemeinde in den Niederlanden, Provinz Drenthe, mit 35.013 Einwohnern (Stand 1. Januar 2025). Sie bildet den nördlichsten Zipfel der Provinz und grenzt an Haren, Provinz Groningen. Die Stadt Groningen liegt fünf Kilometer nördlich.

## Ortsgliederung
Die Gemeinde entstand 1998 aus dem Zusammenschluss dreier kleinerer Gemeinden: Eelde, Vries und Zuidlaren. Die Gemeindeverwaltung befindet sich in Vries.
| Ortschaft          | Einwohner |
| ------------------ | --------- |
| Eelde-Paterswolde0 | 11.060    |
| Zuidlaren*         | 10.045    |
| Vries              | 4.210     |
| Eelderwolde        | 3.210     |
| Tynaarlo           | 1.920     |
| Yde                | 840       |
| Zeijen             | 710       |
| De Groeve          | 475       |
| Donderen           | 470       |

| Ortschaft        | Einwohner |
| ---------------- | --------- |
| Zeegse           | 410       |
| Midlaren         | 340       |
| Zuidlaarderveen0 | 320       |
| Bunne            | 230       |
| De Punt          | 225       |
| Taarlo           | 115       |
| Winde            | 95        |
| Oudemolen        | 65        |
|                  |           |

* inkl. Schuilingsoord und Westlaren

Quelle:  (Stand: 1. Januar 2024)

## Geschichte und Name
Drenthe, im Mittelalter ein Besitz des Bischofs von Utrecht, wurde 1412 in sechs Dingspiele (Gerichtsgebiete) eingeteilt. Diese bestanden je wieder aus einigen „kerspels“ (Kirchspielen): Pfarrbezirken.
Die alten Kirchspiele Eelde, Vries und Zuidlaren waren in der Jungsteinzeit schon bewohnt. Bei Yde wurde die Moorleiche einer jungen Frau gefunden, die zur Sammlung des Drents Museums in Assen gehört.
Im Mittelalter erhielt Zuidlaren das Recht, einen jährlichen Pferdemarkt zu halten, den es immer noch gibt.
Am 23. Mai 1977 fand bei De Punt eine dramatische Geiselnahme in einem von südmolukkischen Terroristen gekaperten Zug statt. Diese wurde drei Wochen später, am 11. Juni, durch das Eingreifen eines Sonderkommandos der Korps Mariniers gewaltsam beendet. Sechs der Südmolukker und zwei Passagiere fanden dabei den Tod.
Mitten in der Gemeinde liegt das Dorf Tynaarlo. Dessen Name bedeutet etwa: zum Aa-Loh, oder: zum Aar-Loh, das heißt: zum am Wasser gelegenen Wald, beziehungsweise zum Adlerwald.

## Politik

### Gemeinderat

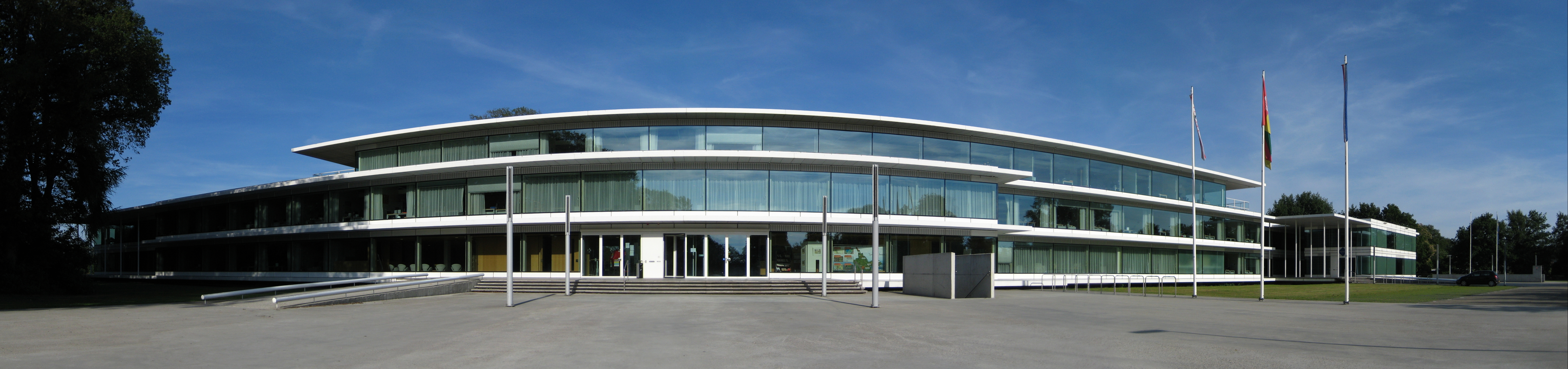
Rathaus in Tynaarlo

Seit der Gemeindegründung werden die Ratssitze wie folgt verteilt:
| Gemeinderatssitze Tynaarlo   | Gemeinderatssitze Tynaarlo | Gemeinderatssitze Tynaarlo | Gemeinderatssitze Tynaarlo | Gemeinderatssitze Tynaarlo | Gemeinderatssitze Tynaarlo | Gemeinderatssitze Tynaarlo | Gemeinderatssitze Tynaarlo |
| Partei                       | 1997                       | 2002                       | 2006                       | 2010                       | 2014                       | 2018                       | 2022                       |
| ---------------------------- | -------------------------- | -------------------------- | -------------------------- | -------------------------- | -------------------------- | -------------------------- | -------------------------- |
| Leefbaar Tynaarlo a          | –                          | 4                          | 3                          | 3                          | 3                          | 4                          | 5                          |
| Tynaarlo Nu                  | –                          | –                          | –                          | –                          | –                          | –                          | 3                          |
| GroenLinks                   | 2                          | 2                          | 3                          | 3                          | 3                          | 4                          | 3                          |
| PvdA                         | 5                          | 4                          | 6                          | 5                          | 3                          | 2                          | 3                          |
| VVD                          | 7                          | 5                          | 4                          | 5                          | 4                          | 4                          | 3                          |
| D66                          | 2                          | 1                          | 1                          | 2                          | 4                          | 3                          | 3                          |
| Gemeentebelangen Tynaarlo    | 2                          | 3                          | 3                          | 2                          | 2                          | 2                          | 1                          |
| CDA                          | 3                          | 3                          | 2                          | 2                          | 2                          | 3                          | 1                          |
| ChristenUnie                 | –                          | 1                          | 1                          | 1                          | 2                          | 1                          | 1                          |
| Hart voor Vrijheid           | –                          | –                          | –                          | –                          | –                          | –                          | 0                          |
| Burgerbelangen               | –                          | 0                          | –                          | –                          | –                          | –                          | –                          |
| Eelde Vries Zuidlaren 2000 a | 1                          | –                          | –                          | –                          | –                          | –                          | –                          |
| RPF                          | 1                          | –                          | –                          | –                          | –                          | –                          | –                          |
| GPV                          | 1                          | –                          | –                          | –                          | –                          | –                          | –                          |
| Gesamt                       | 23                         | 23                         | 23                         | 23                         | 23                         | 23                         | 23                         |

Anmerkungen

### Bürgermeister und Beigeordnete
Die Koalition wird in der Legislaturperiode 2018–2022 von CDA, ChristenUnie, D66, GroenLinks und Leefbaar Tynaarlo gebildet. Die Koalitionsparteien stellen dem Kollegium jeweils einen Beigeordneten bereit. Folgende Personen gehören zum Kollegium:
| Funktion         | Name                    | Partei            | Anmerkung                                  |
| ---------------- | ----------------------- | ----------------- | ------------------------------------------ |
| Bürgermeister    | Marcel Thijsen          | parteilos         | seit dem 16. Dezember 2014 im Amt          |
| Beigeordnete     | René Kraaijenbrink      | Leefbaar Tynaarlo | erster Stellvertreter des Bürgermeisters   |
| Beigeordnete     | Oetra Gopal             | GroenLinks        | zweite Stellvertreterin des Bürgermeisters |
| Beigeordnete     | Pepijn Vemer            | D66               | dritter Stellvertreter des Bürgermeisters  |
| Beigeordnete     | Henk Lammers            | CDA               | vierter Stellvertreter des Bürgermeisters  |
| Beigeordnete     | Hans de Graaf           | ChristenUnie      | –                                          |
| Gemeindesekretär | Johannes van Nieukerken | –                 | seit August 2014 im Amt                    |

### Partnergemeinden
Tynarloo hat seit seiner Existenz 1998 eine Partnerschaft mit der niedersächsischen Wardenburg. Wardenburg hat 1986 mit der ehemaligen Gemeinde Eelde eine Partnerschaft geschlossen, nachdem Eelde in Tynarloo auf ging, ging auch die Partnerschaft auf Tynarloo über.

## Wirtschaft

### Verkehr
Zwischen Tynaarlo und Zuidlaren (15 km von Groningen) befindet sich ein Kleinbahnhof an der Linie Groningen–Assen–Hoogeveen–Meppel. Bei Eelde und Yde gibt es Ausfahrten der Autobahn Groningen–Assen–Zwolle. Der Flugplatz von Groningen liegt in der Gemeinde, südöstlich von Eelde und
Paterswolde.
In der Gemeinde liegen Teile zweier Seen: Paterswolder Meer und Zuidlaarder Meer.
In und um die Gemeinde verkehren folgende Buslinien:
- 44: Hoogezand–De Groeve–Zuidlaren–Westlaren–Tynaarlo–Vries
- 50: Groningen–Haren–De Punt–Vries–Assen (Schnellbus zwischen Haren und De Punt)
- 51: Groningen–Haren–Glimmen–De Punt–Vries–Assen
- 52: Groningen Noord–Korrewegwijk–Groningen CS–De Wijert–Eelderwolde–Paterswolde–Eelde–De Punt
- 58: Groningen–Haren–Midlaren–Zuidlaren–Annen–Assen
- 86: Groningen–Peize–Donderen–Norg
- 93: Zuidlaren–De Groeve–Zuidlaarderveen–Annen
- 318: Groningen–Westlaren–Zuidlaren–Annen
- 650: Groningen–Vries–Assen (Schnellbus)
- 653: Groningen–Eelde
- 658: Groningen–Haren–Midlaren–Zuidlaren–Annen–Gieten

### Industrie
Die Wirtschaft wird von der Landwirtschaft, dem Anbau von Blumenzwiebeln und dem Dienstleistungssektor bestimmt. Außerdem leben, vor allem in Eelde, Paterswolde und Zuidlaren viele Pendler, die in der Stadt Groningen ihre Arbeit haben.
In der Gemeinde stehen zwei große psychiatrische Anstalten. Bis 2016 stand in Zuidlaren das Ausstellungs- und Messegebäude „Prins Bernhardhoeve“.

## Kultur

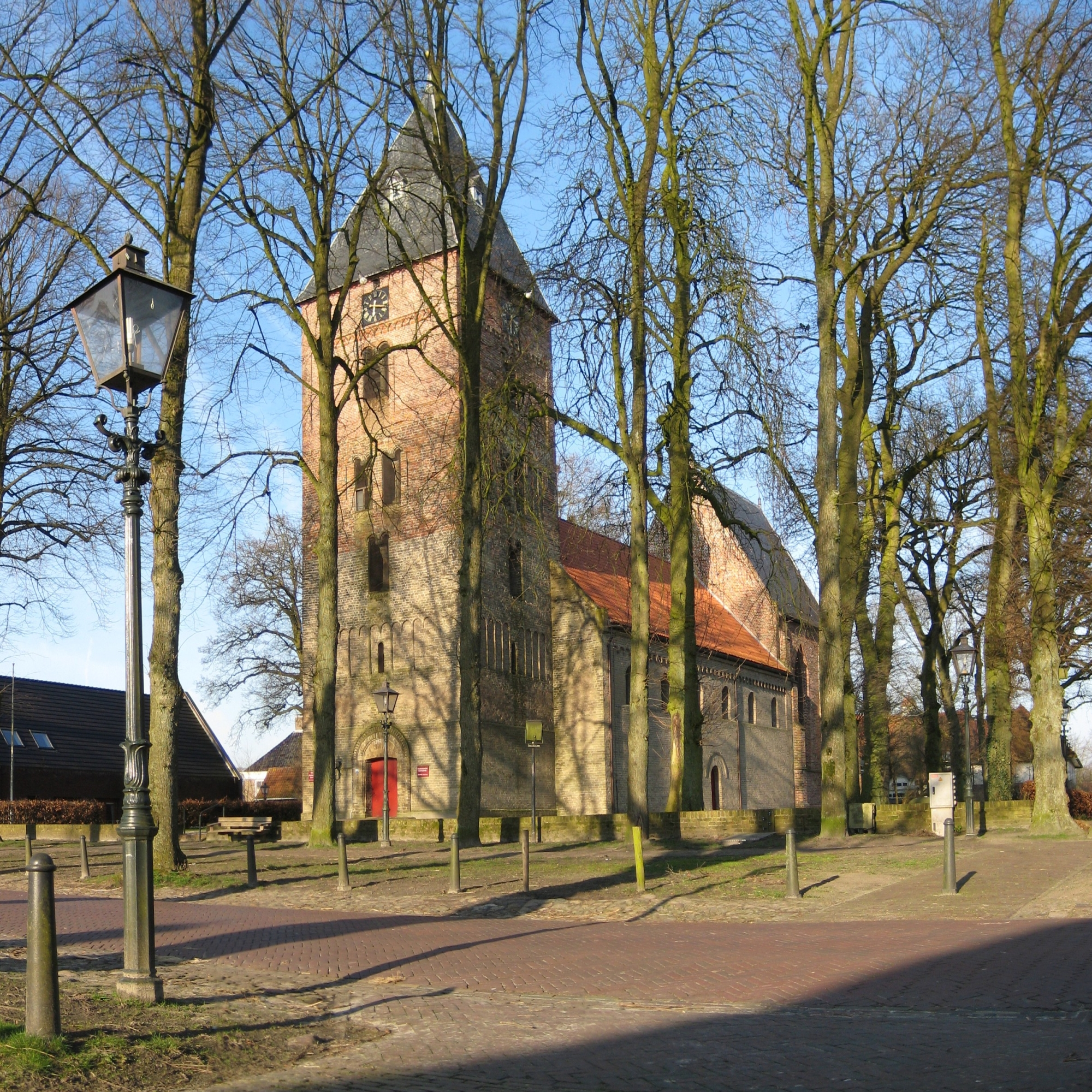
Bonifatiuskirche in Vries

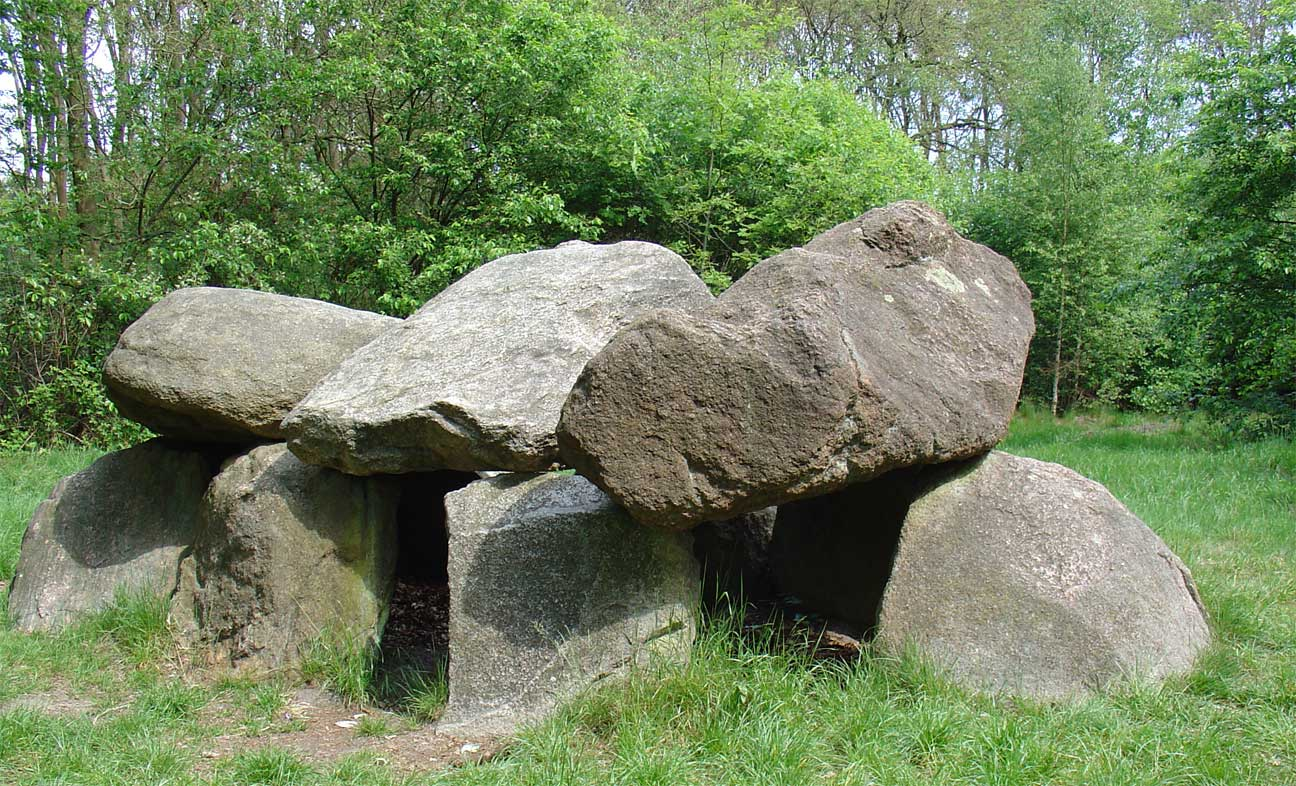
Hünengrab von Tynaarlo

### Freizeitmöglichkeiten
Die Umgebung der Seen bietet Wassersportlern viele Möglichkeiten; es gibt Hotels und Campingplätze.

### Sehenswürdigkeiten
- Romanische Dorfkirchen stehen in Vries, Eelde und Zuidlaren.
- Zuidlaardermarkt (Pferdemarkt) in Zuidlaren
- Holzschuhmuseum in Eelde
- Zuidlaardermeer und das etwas kleinere Paterswoldermeer (Wassersport)
- Mühlen-, Dampfmaschinen- und Handwerkermuseum „De Wachter“ in Zuidlaren
- Musikinstrumentemuseum Vosbergen in Eelde, nur am Wochenende geöffnet
- Großsteingräber in Zeijen, Tynaarlo und Midlaren
- In Eelde wurden die Fundamente einer Wasserburg aus dem 13. Jahrhundert freigelegt.
- Einige kleine Naturgebiete (Wiesenvögelreservate) im Südwesten der Gemeinde

## Töchter und Söhne der Gemeinde
- Henk Nijdam (1935–2009), Radrennfahrer, geboren in Eelderwolde